# Sideridis fuscolutea
Trichoclea fuscolutea là một loài bướm đêm trong họ Noctuidae.